# Guuske Kotte
Gusta Louise (Guuske) Kotte (Amsterdam, 8 juni 1947) is een Nederlands actrice.

## Biografie
Kotte studeerde in 1970 af aan de Academie voor Kleinkunst in Amsterdam. Zij maakte haar debuut in de musical "Promotie Promotie" en werd vervolgens door Frank Sanders gevraagd auditie te doen voor de cabaretgroep Tekstpierement. Hiervan maakte zij vijf jaar lang deel uit. In de jaren 80 trad zij op met de theatergroep Mooi Hard, waar ook Fred Butter toe behoorde.
Kotte speelde een aantal televisierollen, onder andere in Goede tijden, slechte tijden (in 1991 speelde zij de rol van Letty Steensma en in 1994 die van Gerda van der Linde) en Onderweg naar Morgen, waarin zij de rol van Bettina Wertheimer tijdelijk overnam van actrice Pamela Teves.
Guuske Kotte is ook actief als regisseuse en docente.